# Сан-Франсиско-дель-Ринкон (муниципалитет)
Сан-Франсиско-дель-Ринкон (исп. San Francisco del Rincón) — муниципалитет в Мексике, штат Гуанахуато, с административным центром в одноимённом городе. Численность населения, по данным переписи 2010 года, составила 113 570 человек.

## Общие сведения
Название San Francisco дано в честь святого Франциска, а Rincón с испанского языка можно перевести как укромный уголок.
Площадь муниципалитета равна 425 км², что составляет 1,39 % от общей площади штата, а наивысшая точка расположена в поселении Аламос-дель-Рио и равна 2092 метрам.
Он граничит с другими муниципалитетами штата Гуанахуато: на северо-востоке с Леоном, на востоке с Ромитой, на юге с Мануэль-Добладо, и на западе с Пурисима-дель-Ринконом.

## Учреждение и состав
Муниципалитет был образован в 1867 году, в его состав входит 194 населённых пункта, самые крупные из которых:
| Код INEGI | Населённый пункт                                                                           | Численность населения (2005 год) | Численность населения (2010 год) |
| --------- | ------------------------------------------------------------------------------------------ | -------------------------------- | -------------------------------- |
| 031       | Всего                                                                                      | 103217                           | 113570                           |
| 0001      | Сан-Франсиско-дель-Ринкон (исп. San Francisco del Rincón) 21°01′06″ с. ш. 101°51′28″ з. д. | 68282                            | 71139                            |
| 0061      | Сан-Кристобаль (исп. San Cristóbal) 20°58′38″ с. ш. 101°41′54″ з. д.                       | 2205                             | 2485                             |
| 0032      | Эль-Магей (исп. El Maguey) 20°58′53″ с. ш. 101°50′45″ з. д.                                | 1824                             | 2289                             |
| 0065      | Сан-Игнасио-де-Идальго (исп. San Ignacio de Hidalgo) 20°54′42″ с. ш. 101°51′38″ з. д.      | 2102                             | 2199                             |
| 0074      | Сан-Роке-де-Монтес (исп. San Roque de Montes) 21°00′36″ с. ш. 101°48′39″ з. д.             | 1580                             | 1841                             |
| 0035      | Эль-Мескитильо (исп. El Mezquitillo) 20°57′41″ с. ш. 101°48′30″ з. д.                      | 1361                             | 1512                             |
| 0075      | Сан-Роке-де-Торрес (исп. San Roque de Torres) 20°58′19″ с. ш. 101°51′02″ з. д.             | 1183                             | 1390                             |
| 0288      | Вилья-Хардин (исп. Fraccionamiento Villa Jardín) 20°59′30″ с. ш. 101°51′07″ з. д.          | новый                            | 1330                             |
| 0047      | Пеньуэлас (исп. Peñuelas) 20°52′51″ с. ш. 101°51′17″ з. д.                                 | 1139                             | 1237                             |

## Экономика
По статистическим данным 2000 года, работоспособное население занято по секторам экономики в следующих пропорциях: сельское хозяйство, скотоводство и рыбная ловля — 9,4 %, промышленность и строительство — 59,4 %, сфера обслуживания и туризма — 29,7 %, прочее — 1,5 %.

## Инфраструктура
По статистическим данным 2010 года, инфраструктура развита следующим образом:
- электрификация: 99,1 %;
- водоснабжение: 97,2 %;
- водоотведение: 92,9 %.

## Фотографии

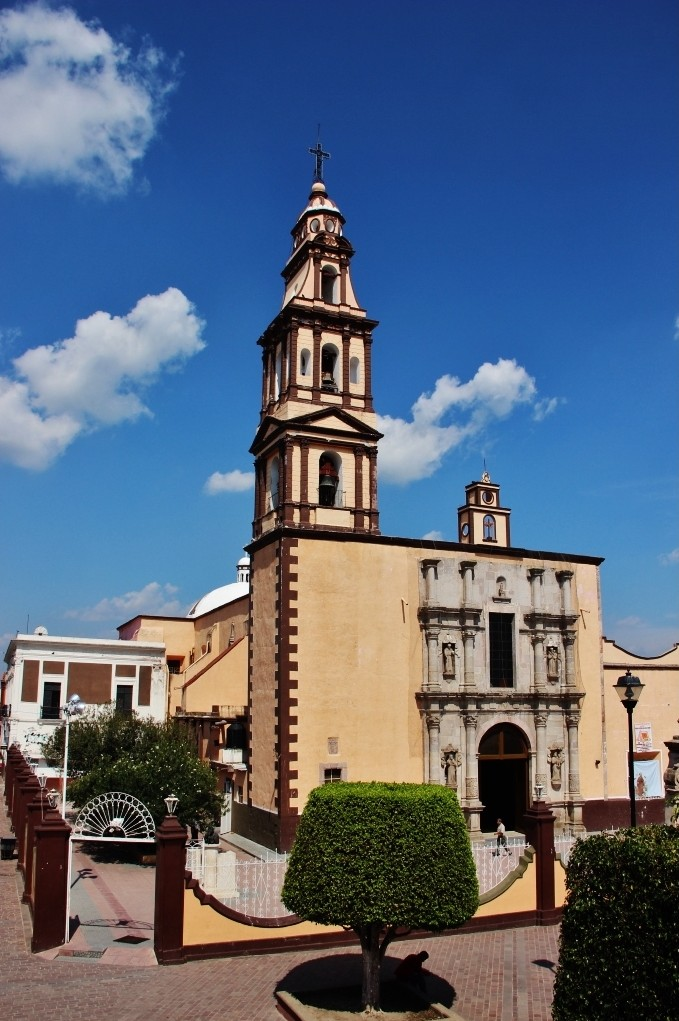
Церковь Святого Франсиска
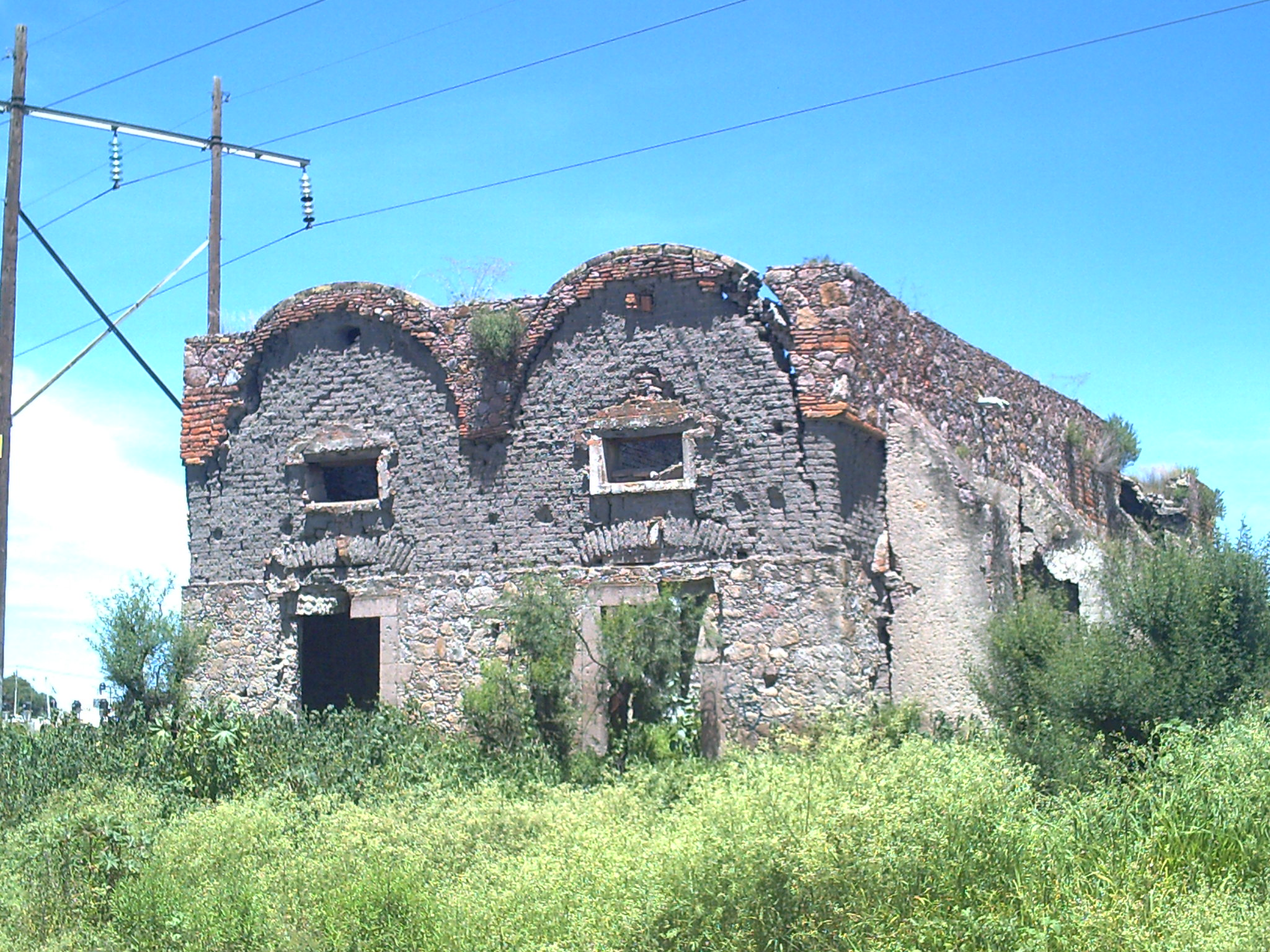
Бывшая асьенда в Сан-Франсиско-дель-Ринконе